# Cao Lãnh
Cao Lãnh ist die Hauptstadt der Provinz Đồng Tháp in Vietnam. Sie befindet sich im Mekongdelta nahe der Grenze zu Kambodscha. Die Provinzstadt Cao Lãnh hatte 2019 eine Einwohnerzahl von 164.835. Die Stadt verfügt seit 2007 über das Stadtrecht und besitzt den Status einer Provinzstadt der 3. Klasse.

## Geschichte
Vor 1975 war Cao Lãnh die Hauptstadt der Provinz Kiến Phong im südvietnamesischen Mekongdelta. Im Februar 1976 wurde Kiến Phong mit der Provinz Sa Đéc zusammengelegt, um die Provinz Đồng Tháp zu bilden. Sa Đéc wurde die Hauptstadt der neuen Provinz. Cao Lãnh ersetzte Sa Đéc am 24. April 1994 als Hauptstadt und wurde im Oktober 2007 eine Stadt.

## Galerie

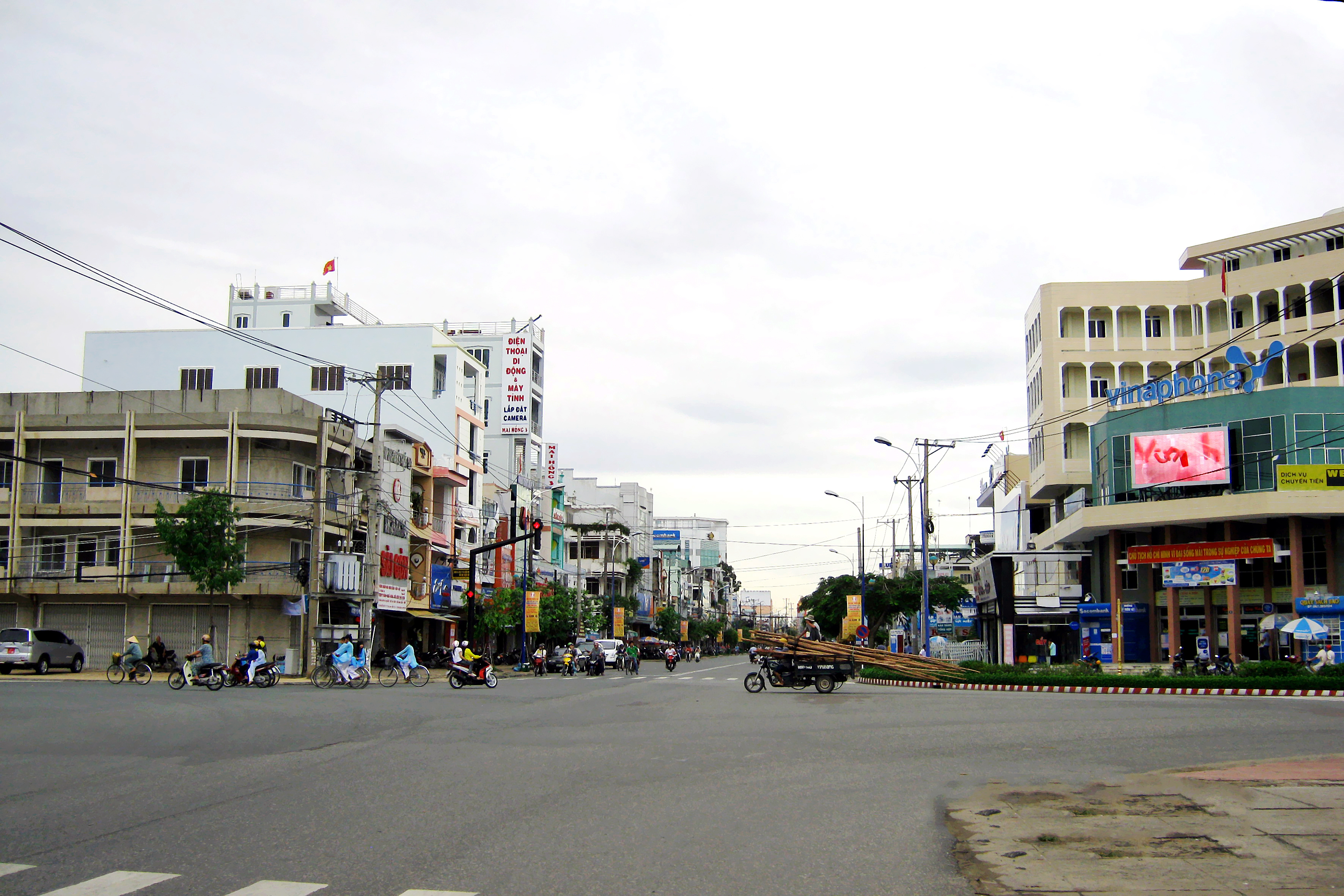
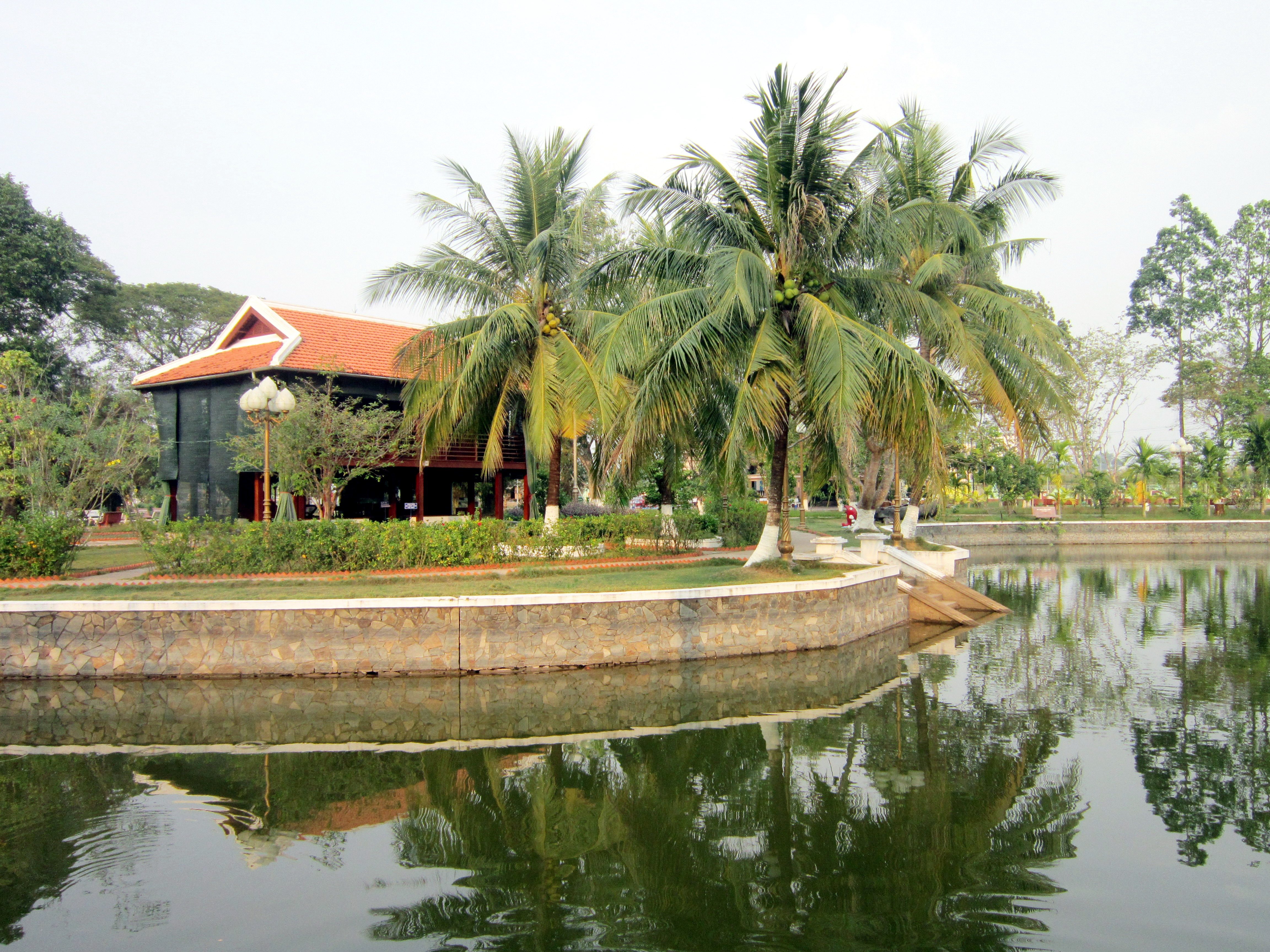
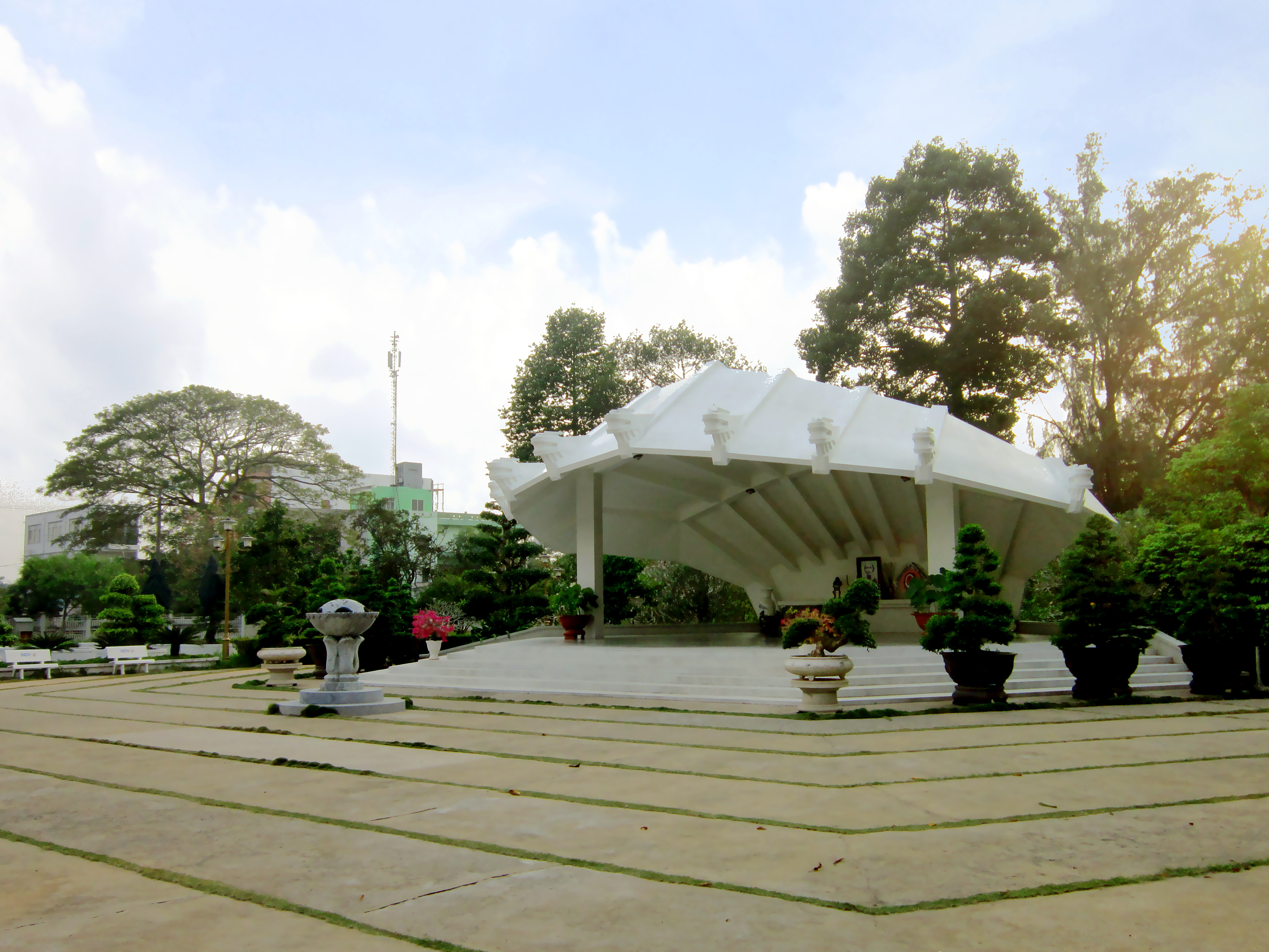
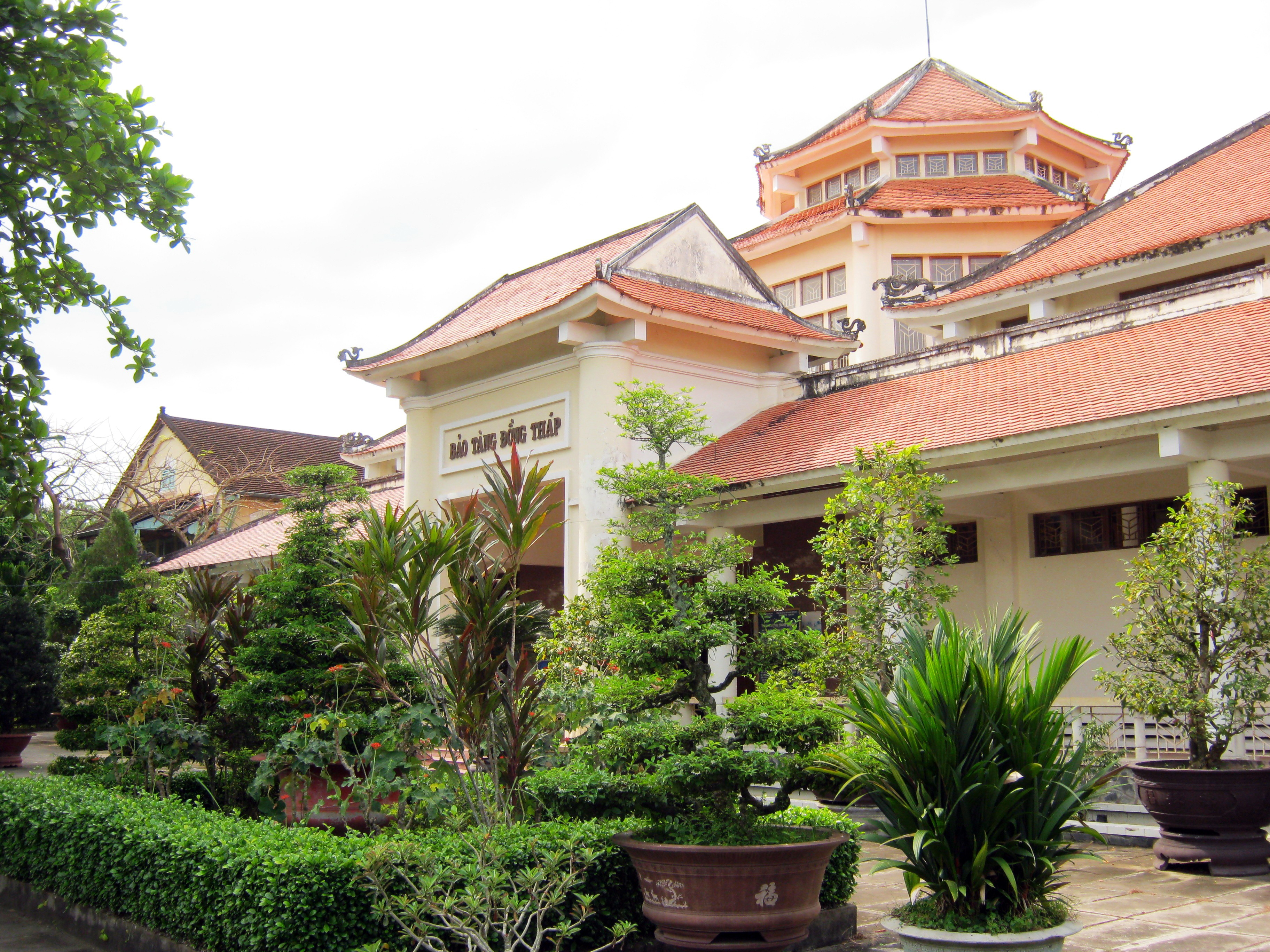
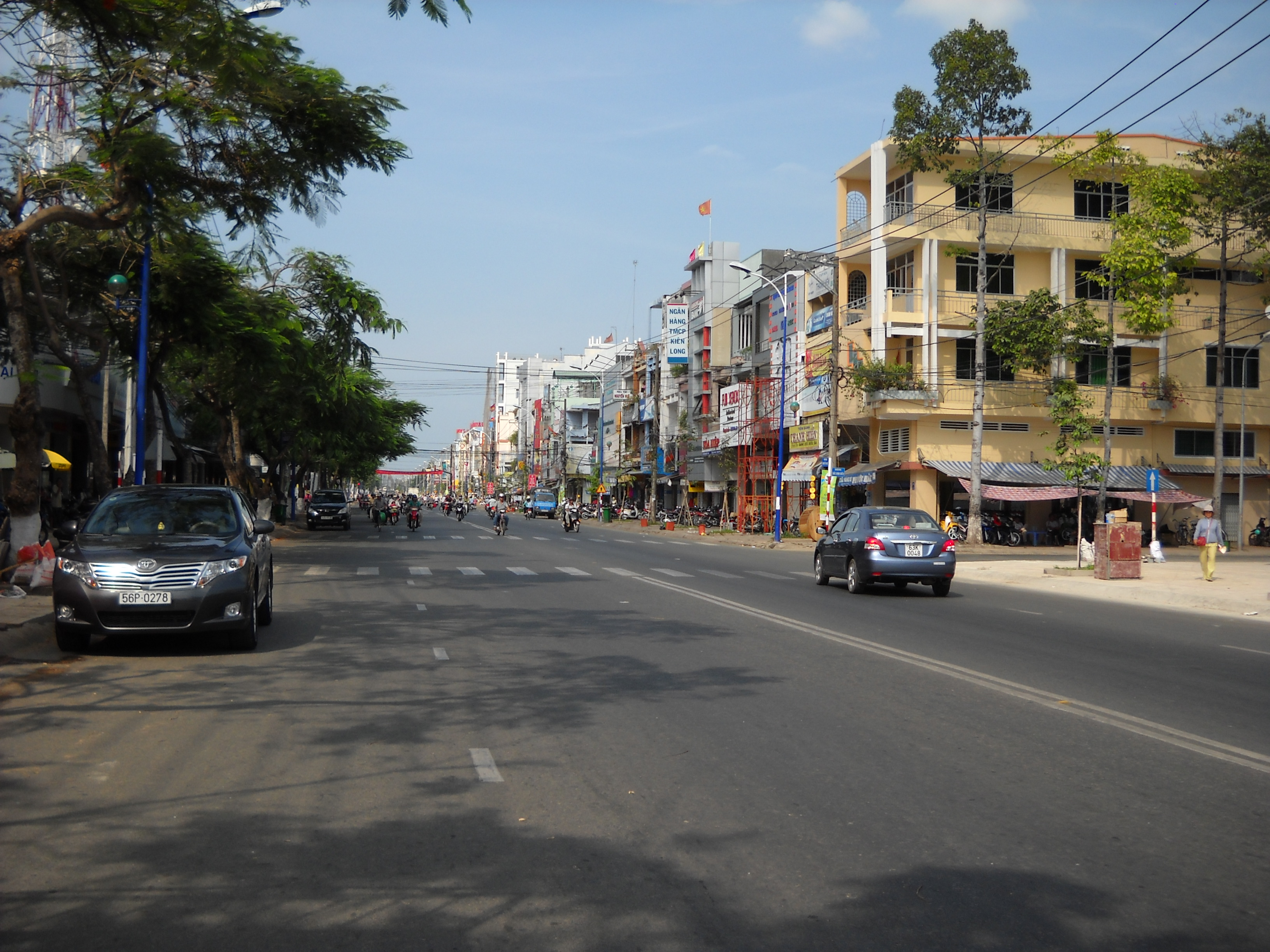
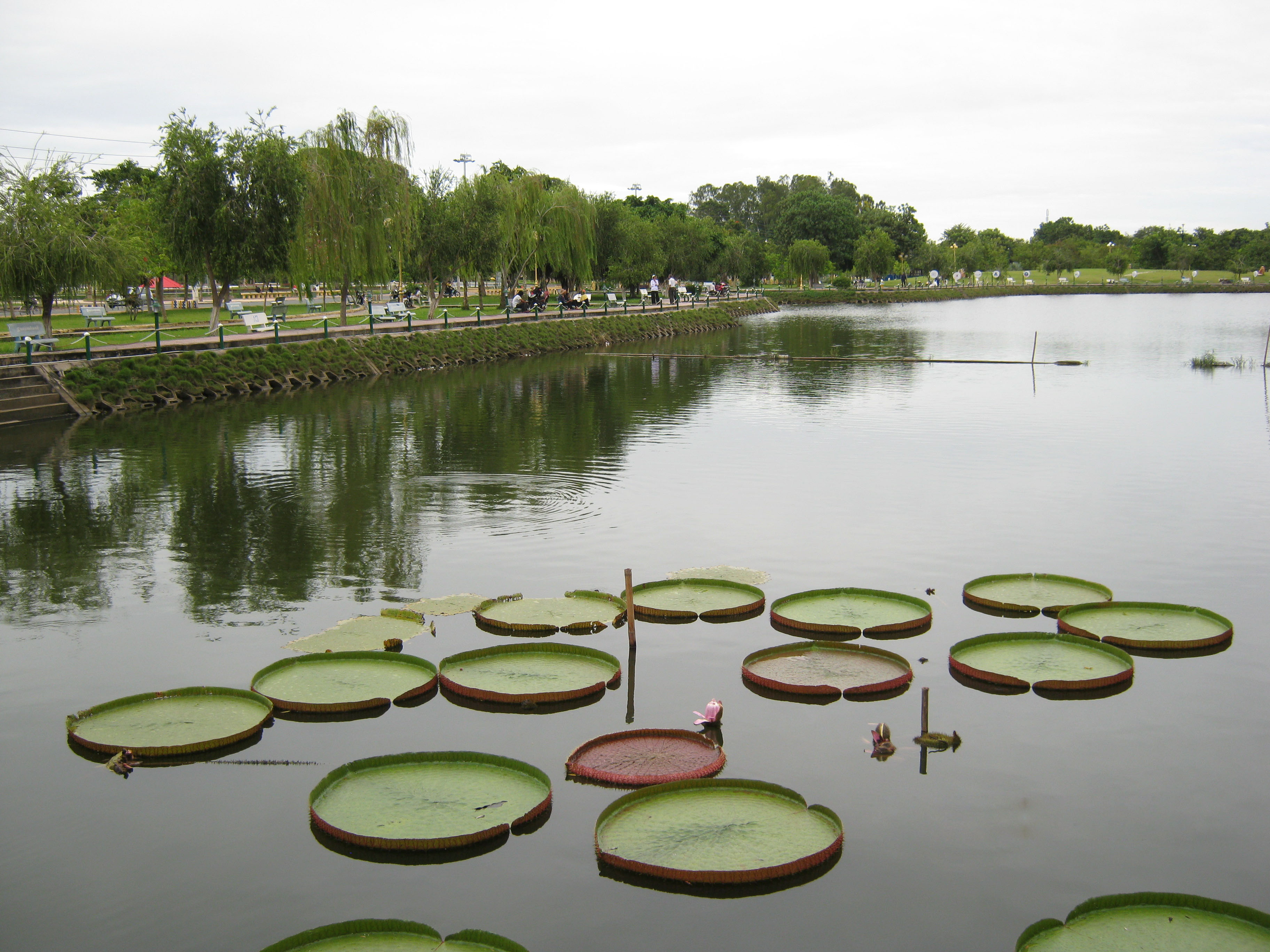